# Велика географска открића
Велика географска открића означавају раздобље у историји које је трајало од половине 15. до половине 16. века. Током тих сто година европски истраживачи су посетили већину настањених крајева света и открили да је свет много пространији и разноликији него што се то до тада веровало у Европи. Вести о њиховим открићима су се шириле захваљујући новој техници штампе и привлачила су пажњу широке публике. Проширивање географских, али и других сазнања, по својој ширини и брзини било је велико, па се у том погледу ни један други век до тада не може мерити с тим раздобљем. Стога се доба великих географских открића сматра границом којом се завршава раздобље средњег века, а започиње ново велико раздобље људске прошлости названо нови век.
Велика географска открића покренула су лавину експедиција у којима су европски бродови путовали око света у потрази за новим трговачким путевима и партнерима ради одржавања растућег капитализма у Европи. У том су процесу Европљани наишли на нове људе и уцртали дотада њима непознате земље. Међу најславнијим истраживачима тог раздобља били су Кристифор Колумбо, Васко да Гама, Педро Алварес Кабрал, Џон Кабот, Хуан Понсе де Леон и Фернандо Магелан.
Велика географска открића имала су корене у новим технологијама и идејама које су настале у доба ренесансе, а укључивале су напредак у картографији, навигацији и бродоградњи. Ново мишљење да је Земља округла, навело је одважније на помисао о пловидби на запад како би стигли на исток. Најважнији је био изум прве караке, а потом и каравеле у Иберији. Оне су биле спој традиционалних европског и арапског дизајна и први бродови који су могли напустити релативно пасиван Медитеран и запловити сигурно на отворени Атлантик.

## Истраживања копном
Великим географским открићима претходила је серија европских експедиција које су копном прешле Евроазију у касном средњем веку. Док су претили Европи пљачкањем и разарањем, Монголи су ујединили велики део Евроазије створивши трговачке путеве и комуникацијске линије које су се протезале од Средњег истока до Кине. Неки Европљани искористили су ту предност, па су кренули да истражују даље на исток. Готово су сви били Италијани пошто је трговина између Европе и Средњег истока скоро у потпуности била под контролом трговаца из Италијанских градова држава. Њихове блиске везе с Левантом створиле су велику знатижељу и комерцијални интерес за подручја која су се налазила источно.
Први од тих путника био је Ђовано де Плано Карпини који је путовао до Монголије и натраг од 1244. до 1247. године. Најславнији путник био је Марко Поло који је путовао по Оријенту од 1271. до 1295. Своје путовање је исцрпно приказао у делу Путовања које се читало широм Европе.
Та путовања ипак нису остварила велики тренутни учинак. Будући да се Монголско царство распало готово једнако брзо као што је настало, пут према истоку убрзо је постао далеко тежи и опаснији. Црна смрт је током четрнаестог века такође спречила путовања и трговину. Копнени пут до Истока остао је предугачак и тежак за профитабилну трговину, а био је и под контролом исламских царстава која су се дуго борила с Европљанима. Успон агресивног и експанзионистичког Османског царства посебно након освајања Цариграда 1453. још је више ограничио могућности Европљана.

## Португалска истраживања
Све док се нису развиле прве караке и каравеле у Иберији, европске су се мисли враћале ка легендарном Истоку. Та су истраживања имала бројне узроке. Економисти верују да је главни узрок, због чега су велика географска открића започела, била јака несташица племенитих метала у полугама. Европска економија зависила је од вредности злата и сребра, па је њихова ниска домаћа понуда гурнула велики део Европе у рецесију. Други фактор био је вишевековни сукоб између Иберијаца и муслимана на југу. Иберијци су увидели да је способност заобиласка северноафричких муслиманских држава пресудна за њихов опстанак. Истовремено су научили много тога од својих арапских суседа. Преко Арапа поново је откривена античкогрчка географија која је по први пут европским морнарима пружила идеју о облику Африке и Азије.
Први велики талас истраживања покренуо је Португал под принцом Хенриком Морепловцем. Испловивши на отворени Атлантик Португалци су открили острва Мадеира (1419) и Азоре (1427), који су одмах постали португалске колоније. Главни план Хенрика Поморца било је истраживање западне обале Африке. Вековима су једини трговачки путеви који су повезивали западну Африку и средоземни свет ишли преко пустиње Сахаре. Ти путеви били су под контролом северноафричких муслиманских држава, дугогодишњих португалских супарника. Португалци су се надали да ће заобиласком исламских народа преко мора моћи директно трговати са Западном Африком. Такође су се надали да се јужно од Сахаре налазе хришћанске државе и могући савезници у борби против муслимана у Магребу. Португалски морепловци су правили лаган али сталан напредак, сваке године успевајући продрети неколико километара даље на југ, па су 1434. године успели да савладају сљедећу препреку - рт Бојадор. У две деценије савладали су сахарску баријеру и започели су трговину златом и робљем у Сенегалу. Напредак се наставио изградњом трговачких утврда у Елмини, док је Сао Томе и Принципе постао прва колонија која је почела да производи шећер. 1482. експедиција под вођством Диога Каа успоставила је контакт с Краљевством Конга. Када је 1487. године Бартоломео Дијаз допловио до крајњег југа Африке и открио пролаз у Индијски океан, Португалци су схватили да су на правом путу, па је краљ наредио да се рт назове Рт добре наде. Године 1497. кренуо је Васко да Гама на путовање које је идуће године било окруњено упловљавањем у Калкуту на индијској обали. У рукама Португалаца ускоро су се нашли отоци богати зачинима, а дуж обала Африке и Индије оснивали су своје утврде уз које су се налазила насеља португалских трговаца, колоније. Лисабон је постао главна европска лука, али када су се у трговину с Индијом укључили и енглески, шпански и холандски трговци, Португал је био изгуран као трговачки конкурент, па је успех постигнут стварањем колонија био краткотрајан и за Португал врло штетан.

## Откриће Америке
Португалски супарник Кастиља била је спорија од својих суседа у истраживању Атлантика све до касног петнаестог века када су кастиљски морнари започели такмичење са својим иберским суседима. У првом такмичењу за контролу над Канарским острвима победила је Кастиља. Стварањем уније између Арагона и Кастиље и завршетком реконкисте освајањем последњег упоришта Маура, Гранаде, створени су услови да се Шпанија у потпуности преда тражењу нових трговачких путева и прекоморских колонија.
Након што је прихватио мишљење да је Земља округла, Кристифор Колумбо је био уверен да се у Индију може доћи и пловећи на запад. Од португалског краља Колумбо је затражио потпору за истраживачко путовање на запад, али је његова молба била одбијена. Без успеха се обратио и француском и енглеском краљу. Новчану је потпору затражио и од шпанског краља, но тек је уз подршку краљице Изабеле добио три брода и потребна средства. У августу 1492. године експедиција је испловила, а исте године Колумбо је стигао до острва коме је дао име Сан Салвадор („Свети Спаситељ“) уверен да је стигао до Индије. Колумбо је још три пута пловио у Америку и осим Кубе и Хаитија, открио Антилска острва, ушће реке Ориноко и обалу Средње Америке. Умро је болестан и одбачен, уверен да је открио нови пут за Индију. Италијан Америго Веспучи истражујући ушће Амазонa утврдио је да та земља није Индија, већ нови континент који је по њему прозван Америка.
Године 1501. португалски морепловац Педро Алварес Кабрал открио је нови свет, земљу која се данас назива Бразил. Тиме су освајања на западу довела до спора с Португалом јер су Португалци пре Шпанаца допловили до Бразила. У спору је затражена интервенција папе који је 1494. године споразумом из Тордесиљаса успоставио линију разграничења, која је ишла 270 лига западно од Зеленортских острва, по којој је Бразил припао Португалу, али спорови су настављени до новог споразума 1529. године којим је успостављена још једна линија разграничења преко Тихог океана.
Колумбо и други шпански истраживачи у почетку су били разочарани својим открићима. За разлику од Африке или Азије карипски острвљани нису имали много ствари за трговање са шпанским бродовима. Острва су стога постала жариште колонизацијских напора. Све док није истражила сам континент Шпанија није пронашла богатство које је тражила у облику обилног злата. У Америци су Шпанци пронашли бројна царства која су била једнако велика и напучена као она у Европи. Шпански конкистадори су их уз помоћ бројних пандемија болести, које су се њиховим доласком прошириле, успели освојити са само шачицом људи. Чим је успостављена шпанска врховна власт главни фокус постали су вађење и извоз злата и сребра.
Године 1519. када се Кортезова војска искрцала у Мексику. Шпанска круна је дала средства Португалцу Фернанду Магелану да покрене експедицију. Циљ ове мисије био је проналазак Зачинских острва путујући на запад те их тако сместити у шпанску сферу. Експедиција је доживела успех и постала је прва која је опловила свет на свом повратку три године касније.

## Опадање португалске превласти
Португалска истраживања и колонизација наставили су се упркос новом ривалству са Шпанијом. Португалци су постали први западњаци који су дошли до Јапана и трговали с њиме. Португалска круна је под краљем Мануелом I покренула смео план да очува контролу земаља и трговачких путева које су били проглашени њиховима. Стратегија је била грађење серија утврђења које ће им омогућити контролу свих главних трговачких путева истока. Стога су утврђења и колоније биле успостављене на Златној Обали, Луанди, Мозамбику, Занзибару, Момбаси, Сокотри, Хормузу, Калкути, Гои, Бомбају, Макау и Тимору. Португалци су такође контролисали Бразил, који је открио Педро Алварес Кабрал 1500. године, а лежао је делом на португалској страни глобалне „поделе“ из Тордесиљаса.
Португал је имао невоље у ширењу свога царства у унутрашњост, па се усредсредио већином на обална подручја. Након неког времена Португалци су потврдили да су једноставно премали да омогуће новац и људство довољно да успе таква масивна пустоловина. Утврђењима раширеним широм света недостајали су људи и оружје. Стога се они нису могли такмичити с већим силама које су полагано продирале на њихово царство. Дани скорог монопола источном трговином били су одбројени. Португалску хегемонију на истоку сломили су холандски, француски и британски истраживачи, који су игнорисали папску поделу света. Године 1580. шпански краљ Филип II постао је такође краљ Португалије као законит наследник круне након што је његов братанац Себастијан умро без синова (Филип II Шпански био је унук Мануела I Португалског). Здружена царства била су једноставно превелика да се одрже неизазовнима, те да се одупру тим изазовима.
Неки су португалски поседи изгубљени или сужени посебно у Западној Африци, Средњем истоку и Далеком истоку који су већином били окружени британским и холандским колонијама. Бомбај је предан Британцима као венчани дар. Колоније где је португалска присутност била снажна попут Источног Тимора, Гое, Анголе, Мозамбика и Бразила остале су и даље португалским поседима. Холанђани су покушали освојити Бразил, те су у једно време контролисали скоро половину подручја, али су ипак напослетку одбачени.

## Северноевропско уплитање
Нације изван Иберије одбиле су да признају споразум у Тордесиљасу. Француска, Холандија и Велика Британија, које су имале дугу поморску традицију, упркос иберијским протекцијама направиле су свој пут према северу захваљујући новим технологијама и картама.
Прву од тих мисија провео је Британац Џон Кабот. То је била прва у низу француских и британских мисија које су истраживале Северну Америку. Шпанија је увелико игнорисала севернији део Америке јер је тамо било мало људи и далеко мање богатстава него у Средњој Америци. Експедиције Кабота и других истраживача биле су увелико у нади проналаска Северозападног пролаза чиме би се повезало с богатствима Азије. Тај пролаз никад није био откривен, али у њиховим путовањима пронађене су друге могућности, па су у раном седамнаестом веку колонисти из бројних северноевропских земаља започели насељавање источне обале Северне Америке.
Северњаци су такође постали велики ривали Португалцима у Африци и Индијском океану. Холандски, француски и британски бродови почели су да се привикавају на португалски монопол и основали су властите колоније. Постепено су португалско и шпанско тржиште и доприноси опадали због нових супарника који су окруживали њихове вредне поседе (попут Хонгконга који се налазио поред Макауа). Северњаци су такође преузели вођство у истраживању последњих непознатих регија Тихог океана и северноамеричке западне обале, која је била у шпанском делу поделе из Тордесиљаса. Холандски истраживачи попут Виљема Јанша и Абела Тасмана истраживали су обале Аустралије док је у осамнаестом веку британски истраживач Џејмс Кук картирао велики део Полинезије.

## Освајање Сибира
Године 1552. руски цар Иван Грозни освојио је Казански канат што је отворило нове могућности у освајању Истока. Јермак је ушао у Сибир са групом од 1636 људи 1580. године следивши реке Тагил и Туру. Сљедеће године били су на Тоболу, те је 500 људи опседало Искер, боравиште кана Кучума, у суседству данашњег Тобољска. Кучум је побегао у степе, препустивши своје подручје Јермаку, који је према традицији продао цару Ивану IV поред данашњег Сибира своју властиту рестаурацију на уживање.
Јермак се утопио у Иртиш 1584. па су његови козаци напустили Сибир. Нове групе ловаца и пустолова су уз помоћ Москве навирале сваке године у земљу. Како би се избегли сукоби с напученијим југом, оне су радије напредовале према истоку дуж виших географских ширина. У међувремену је Москва подигла утврђења и населила раднике око њих ради снабдевања гарнизона храном. У року од осам година Руси су досегли Амур и Тихи океан. То брзо освајање образлажемо је околностима да ни Татари ни Турци нису могли да пруже било какав озбиљан отпор.

## Крај и последице географских открића
Велика су географска открића проузроковала велике промене у тадашњем свету и Европи. Средиште светске трговине преместило се са Средоземља на обале Атлантика, где су премештени и главни трговачки путеви. Уместо дотадашњих трговачких велесила, попут Венеције и Ђенове, уздижу се нове трговачке силе попут Шпаније, коју ће ускоро истиснути Енглеска и Француска. Велике количине злата које су пристизале из Америке довеле су до инфлације и пада цене племенитих метала, док ће до краја 16. века за више од три пута порасти цена пољопривредних и обртничких производа. Та ће револуција цена подстицајно деловати на развој производње. Португал и Шпанија, земље које су се првобитно највише обогатиле географским открићима и освајањима, биле су присиљене да готово све увозе јер су због лаке зараде у колонијама и новоосвојеним земљама многа производна подручја остала без становништва. Потреба за већом количином обртничких производа крајем 15. и у првој половини 16. века довеле су до појаве новог облика производње, мануфактуре, и до појаве предузетништва јер средњовековни обрти нису могли ускладити производњу с потребама светског тржишта. Предузетници су организовали производњу изван градских средишта запошљавајући већи број радника од којих је сваки радио само једну радњу производног процеса. Тако је спровођена подела рада и специјализација, порасла је производност и квалитет производа, а смањила се његова цена. Мануфактура (лат. manus, рука; facere, радити) назив је и за нови начин производње с проведеном поделом рада и за радионице у којима се на такав начин производило.
Освојена ваневропска подручја европске државе су претварале у своје колоније које су економски искоришћавале. Колоније су служиле као извор сировина и као извозно тржиште. Становништво освојених земаља колонијалне су силе искоришћавале до максимума.
Између Америке и Европе измењене су многе биљне и животињске врсте, па су из Европе у Америку пренесени коњ, крава, овца, коза и свиња, а од биљака винова лоза и пшеница, и алкохол. Из Америке у Европу пренесени су кромпир, кукуруз и дуван. Иако је требало дуго времена да становништво Европе прихвати нове културе, оне су током времена заузеле своје место међу најважнијим прехрамбеним производима Европљана.
Великим географским открићима успостављен је транспорт међу континентима, а европска историја је постала историја света. Својом важношћу она представљају један од преломних догађаја у историји, па се с правом сматра да с великим географским открићима престаје раздобље средњег века, а започиње ново доба у историји човечанства, нови век.